# Договор дарения
Договор дарения — в гражданском праве соглашение сторон, по которому одна сторона (даритель) безвозмездно передает или обязуется передать другой стороне (одаряемому) вещь в собственность либо имущественное право (требование) к себе или к третьему лицу либо освобождает или обязуется освободить её от имущественной обязанности перед собой или перед третьим лицом. Договор дарения впервые упоминается в римском праве, где дарение являлось основанием возникновения права собственности. С помощью договора дарения субъекты права опосредуют передачу имущества (права, вещи и т. п.). Сторонами договора дарения являются даритель и одаряемый.

## Договор дарения в России
В Российской Федерации отношения сторон по договору дарения регулируется главой 32, в частности ст. 572 ГК РФ. В соответствии с данной статьей, договором дарения признается соглашение по которому одна сторона (даритель) безвозмездно передает или обязуется передать определенное имущество другой стороне (одаряемому) либо освобождает или обязуется освободить её от имущественной обязанности . Как следует из определения особенностью договора дарения является его безвозмездность во всех случаях, также договор дарения является реальным и консенсуальным в зависимости от конкретного вида договора дарения.
Видами договора дарения являются:
- Передача одаряемому в собственность вещи, принадлежащей дарителю;
- Передача одаряемому имущественного права, принадлежащего дарителю;
- Передача одаряемому имущественного права, принадлежащего дарителю в отношении третьего лица, то есть безвозмездная уступка права требования (статья 382, 383 ГК);
- Освобождение одаряемого от исполнения имущественной обязанности в отношении дарителя;
- Освобождение одаряемого от имущественной обязанности в отношении третьего лица за счет дарителя, то есть принятие дарителем долга одаряемого на себя по правилам перевода долга с согласия кредитора (ст.392 ГК).

### Предмет договора дарения
Предметом договора дарения могут выступать любые вещи, не изъятые из оборота, в том числе и такие специфические, как деньги и ценные бумаги. Дарение вещей, ограниченных в обороте (например, охотничьего оружия), не должно нарушать их специального правового режима, то есть одаряемым может выступать лишь лицо, имеющее соответствующее право на владение предметом дарения (например, член общества охотников или охотник-промысловик, имеющий лицензию).
Предмет договора дарения должен быть описан как конкретная вещь, право или освобождение от конкретной обязанности. В противном случае договор дарения содержащий лишь обещание подарить что-то неопределенное, считается незаключенным.

### Форма договора дарения
Форма договора дарения зависит от цены дара, сторон и предмета договора. Например, в соответствии с п.3 ст.574 ГК РФ и ст.131 ГК РФ все договоры дарения недвижимого имущества должны заключаться в простой письменной форме, и при этом подлежат государственной регистрации.
Простая письменная форма договора дарения соблюдается в случаях, когда:
- дарителем является юридическое лицо, и стоимость дара превышает три тысячи рублей;
- договор содержит обещание дарения в будущем.

### Регистрация договора дарения
С 1 марта 2013 года правило о государственной регистрации сделок с недвижимым имуществом (в том числе договора дарения) не подлежит применению за исключением сделок заключаемых до 1 марта 2013 года.

### Отмена дарения
При отмене дарения вещь возвращается дарителю в том виде, в каком она существует на момент отмены. Полученные одаряемым доходы, плоды от вещи остаются у него. Но если же вещь была отчуждена третьему лицу, её возврат невозможен. Однако, если вина одаряемого в отчуждении или уничтожении вещи с целью избежать её возврата будет доказана, то возможен иск вследствие причинения вреда.
Отмена дарения по инициативе дарителя возможно в следующих случаях:
- если одаряемый совершил покушение на жизнь дарителя или членов его семьи или близких родственников, либо умышленно причинил дарителю телесные повреждения;
- если обращение одаряемого с подаренной вещью, представляющей для дарителя большую неимущественную ценность, создает угрозу её безвозвратной потери, даритель вправе требовать отмены дарения через суд;
- если в договоре дарения закреплено право дарителя отменить дарение, в случае если он переживет одаряемого;
- если после заключения договора дарения в будущем, имущественное или семейное положение или состояние здоровья дарителя изменились настолько, что исполнение договора приведет к существенному снижению уровня его жизни.[4]

Если вещь возвращена дарителю по взаимному согласию, подобное соглашение следует рассматривать как новый договор дарения.

### Дарение между супругами
По мнению В. А. Белова, правовое регулирование дарения между супругами имеет существенные особенности. По его мнению, передача подарков между супругами из общего имущества (которым согласно п. 1-2 ст. 34 СК РФ становятся вещи, приобретённые одним из супругов на полученные в период брака доходы) юридически не может считаться дарением. Полученные супругом подарки должны были бы поступить в его личную собственность (п. 1 ст. 36 СК РФ), однако договор дарения не может быть использован для такой передачи. Выделить вещь из совместной собственности супругов и передать её в личную собственность одного из супругов, по мнению В. А. Белова, возможно только через брачный договор или раздел имущества.